# Перевернутий клас
Перевернутий клас (англ. flipped classroom) — принцип навчання, за яким основне засвоєння нового матеріалу учнями відбувається вдома, а час аудиторної роботи виділяється на виконання практичної частини роботи — виконання завдань, вправ, проведення лабораторних і практичних досліджень, індивідуальні консультації вчителя тощо. Принцип був запропонований у 2007 році учням Вудландської школи в штаті Колорадо (США) двома вчителями природничих наук — Джонатаном Бергманом та Аароном Самсом, які довго міркували над тим, як забезпечити своїми лекціями спортсменів, які часто пропускають заняття. З часом ця ідея розвинулася в новий освітній напрям, але спочатку це були звичайні презентації Power Point, до яких викладачі додавали голосовий супровід та розміщували в мережі Інтернет.[джерело?]
Сьогодні ж практично кожен сучасний вчитель володіє потужним інструментарієм для створення навчальних матеріалів для організації навчання перевернутого класу: сервіси Google (YouTube, Google Drive та інші), Office 365 (Power Point, Video, Sway та інші), онлайнові редактори відео (Animoto, JayCut, Stupeflix, One True Media, Movie Masher та багато інших), онлайнові редактори тестів та опитувальників (Google Forms, Майстер тест, Online Тest Рad, Poll Service тощо), а також вправ, ігор та пазлів (Learningapps.org, Wizer.me, Study Stack, ClassTools.NET тощо).

## Особливості «перевернутого» навчання
– змінюється роль учителя, який перетворюється на наставника. Роль учителя все ж залишається провідною, але його діяльність спрямовується на координацію навчання учнів, здійснення консультування, надання допомоги та створення навчально-проблемної ситуації для пізнавально-дослідницької діяльності; 
– використовуються електронні освітні ресурси. Завдяки сучасним технологіям учителями накопичена велика база різноманітних матеріалів таких, як відео, інтерактивні завдання, електронні навчальні матеріали, електронні тести для самоперевірки; книжки вже не є єдиним джерелом інформації, а вчителі єдиними джерелами знань. Кожен, хто має доступ до мережі Інтернет, може отримати якісний електронний освітній контент у зручний для нього час; 
– підвищуються вимоги до навчальної діяльності учнів. Теоретична частина навчального матеріалу має формувати в учнів базові поняття і підтримувати навчання, а не займати центральне місце. Зміст навчання вже не є самоціллю, а стає відправною точкою поглиблення знань. Здійснюється зміщення акценту на процес пізнавальної діяльності учнів, у ході якої він відкриває для себе нові знання; 
– розв’язуються різнопланові проблеми навчання в обговореннях і дискусіях.

## Технологія проведення «перевернутого» уроку
– учитель записує пояснення нового матеріалу на веб-камеру, або робить запис за допомогою спеціальних програм; 
– учитель розміщує навчальне відео в хмарно орієнтованому навчальному середовищі або робить розсилання учням з посиланнями на матеріал, розміщений у YouТube; 
– учні отримують як домашнє завдання навчальне відео, електронний освітній ресурс або опорний конспект для вивчення нового матеріалу; 
– учні уважно переглядають навчальне відео, виконують завдання, онлайн тест; 
– на уроці вчитель організовує навчальну діяльність, залучає до різних видів роботи всіх учнів класу.

## Проблеми й труднощі, які можуть виникнути у вчителя при організації перевернутого класу
- Необхідність тривалої й ретельної підготовки відеоматеріалів, текстів, ілюстрацій, навчальних вправ, ігор та тестів.
- Потреба в додатковій мотивації учнів на початку роботи в цій моделі (зазвичай на перших кроках учні не виконують домашнє завдання, сподіваючись на те, що вчитель в класі все пояснить).
- У вчителя з’являється необхідність постійно бути на зв’язку, аби проводити консультації для учнів, надавати роз’яснення тощо.
- В учнів можуть виникати проблеми з доступом до мережі Інтернет.

## Переваги та недоліки «перевернутого» навчання

### Переваги «перевернутого класу»

#### Для вчителя
– виступає в ролі наставника учнів, координатора пізнавальної діяльності; 
– забезпечує активізацію навчальної діяльності в позаурочний час; 
– здійснює індивідуальний підхід за рахунок вивільнення часу на уроці; 
– використовує новітні форми організації навчальної діяльності; 
– підвищує свій рівень ІКТ-компетентностей; 
– дана технологія незамінна для предметів, які викладаються обсягом 1 – 2 год. на тиждень, тому що вирішує проблему «дефіциту часу».

#### Для учня
– навчання в позаурочний час; 
– доступність якісних електронних освітніх ресурсів; 
– підвищення інтересу до навчальних предметів; 
– навчання у власному темпі; 
– підвищення допомоги один одному в навчанні; 
– розвиток ІКТ -компетентностей; 
– використання ґаджетів як інструменту навчання; 
– технологія «перевернутого» навчання дає змогу розвивати відповідальне ставлення до навчання з боку учня та змінює роль учителя в сучасних соціально – економічних умовах. 
– «перевернуте» навчання сприяє самоосвіті учня. 
– працюючи в групах, учні занурюються у дорослий світ і усвідомлюють, що робота в команді під час вирішення будь-яких завдань відіграє важливу роль – чи в школі, чи в подальшій професійній діяльності

## Проблеми «перевернутого класу»
– для забезпечення ефективності «перевернутого» навчання необхідна підготовча робота серед учнів. 
– вимагає більше часу для планування і підготовки вчителя; 6 
– передбачає постійний доступ учнів до комп’ютерів і мережі Інтернет; 
– труднощі залучення до навчального процесу окремих категорій учнів; 
– більше часу перед комп’ютером; 
– нерівні можливості доступу до мережі Інтернет; 
– проблеми використання різноманітних ґаджетів; 
– домашнє завдання є обов’язковою частиною уроку для учнів; 
– важко звикнути до нової технології навчання.
Перехід на технологію «перевернутого навчання» відбувається від 2 до 5 років. Аналіз передового педагогічного досвіду зарубіжних і вітчизняних педагогів показав, що за допомогою технологій «перевернутого» навчання розв’язується низка найважливіших проблем навчання – забезпечення безперервної інтенсивної навчальної комунікації за межами загальноосвітнього навчального закладу й активізація навчальної діяльності учнів, а інтерактивне навчальне середовище є незамінною компонентою цього процесу.